# Crossodactylus grandis
Crossodactylus grandis är en groddjursart som beskrevs av Lutz 1951. Crossodactylus grandis ingår i släktet Crossodactylus och familjen Hylodidae. IUCN kategoriserar arten globalt som otillräckligt studerad. Inga underarter finns listade i Catalogue of Life.